# Telos (centro de reflexión)
Telos, del griego antiguo Τέλος (télos, causa final), es un centro de reflexión de economistas, politólogos, juristas, y sociólogos, tanto franceses como extranjeros, que se formalizó y registró en Francia al amparo de la ley del 1 de julio de 1901.
Esta asociación fue fundada en diciembre de 2005 por Zaki Laïdi, quien presidió la institución hasta 2013, momento en que cedió su lugar a Gérard Grunberg, exdirector científico de ciencias políticas.
Telos se define como de «inspiración reformista», aunque no está afiliada a ningún partido político.